# Matt Carpenter
Matthew Martin Lee "Matt" Carpenter, född 26 november 1985 i Galveston i Texas, är en amerikansk professionell basebollspelare för New York Yankees i Major League Baseball (MLB).
Han draftades av Cardinals i 2009 års MLB-draft.
Carpenter har vunnit en Silver Slugger Award.